# مقاطعة أرما
مقاطعة أرما هي إحدى مقاطعات أيرلندا الشمالية الستة. تغطي المقاطعة مساحة 1,326 كيلومتر مربع  ويبلغ عدد سكانها حوالي 174,792. تعرف مقاطعة أرما باسم «مقاطعة البساتين» بسبب بساتين التفاح العديدة بها.  المقاطعة هي جزء من مقاطعة أولستر التاريخية.

## المناخ
يظهر الجدول التالي التغييرات المناخية على مدار السنة لمقاطعة أرما:
| البيانات المناخية لـمقاطعة أرما | البيانات المناخية لـمقاطعة أرما | البيانات المناخية لـمقاطعة أرما | البيانات المناخية لـمقاطعة أرما | البيانات المناخية لـمقاطعة أرما | البيانات المناخية لـمقاطعة أرما | البيانات المناخية لـمقاطعة أرما | البيانات المناخية لـمقاطعة أرما | البيانات المناخية لـمقاطعة أرما | البيانات المناخية لـمقاطعة أرما | البيانات المناخية لـمقاطعة أرما | البيانات المناخية لـمقاطعة أرما | البيانات المناخية لـمقاطعة أرما | البيانات المناخية لـمقاطعة أرما |
| الشهر                           | يناير                           | فبراير                          | مارس                            | أبريل                           | مايو                            | يونيو                           | يوليو                           | أغسطس                           | سبتمبر                          | أكتوبر                          | نوفمبر                          | ديسمبر                          | المعدل السنوي                   |
| ------------------------------- | ------------------------------- | ------------------------------- | ------------------------------- | ------------------------------- | ------------------------------- | ------------------------------- | ------------------------------- | ------------------------------- | ------------------------------- | ------------------------------- | ------------------------------- | ------------------------------- | ------------------------------- |
| متوسط درجة الحرارة الكبرى °ف    | 45                              | 45.7                            | 49.5                            | 54.0                            | 59.4                            | 63.9                            | 67.3                            | 66.6                            | 61.9                            | 55                              | 49.1                            | 45.7                            | 55.2                            |
| متوسط درجة الحرارة الصغرى °ف    | 35.1                            | 35.1                            | 37.2                            | 39                              | 43.3                            | 48.4                            | 52.5                            | 52                              | 48                              | 44.1                            | 38.3                            | 36.3                            | 42.4                            |
| الهطول إنش                      | 3.14                            | 2.26                            | 2.56                            | 2.18                            | 2.14                            | 2.19                            | 2.06                            | 2.83                            | 2.64                            | 3.19                            | 2.84                            | 3.28                            | 29.90                           |
| متوسط درجة الحرارة الكبرى °م    | 7                               | 7.6                             | 9.7                             | 12.2                            | 15.2                            | 17.7                            | 19.6                            | 19.2                            | 16.6                            | 13                              | 9.5                             | 7.6                             | 12.9                            |
| متوسط درجة الحرارة الصغرى °م    | 1.7                             | 1.7                             | 2.9                             | 4                               | 6.3                             | 9.1                             | 11.4                            | 11                              | 9                               | 6.7                             | 3.5                             | 2.4                             | 5.8                             |
| الهطول مم                       | 79.8                            | 57.5                            | 64.9                            | 55.4                            | 54.4                            | 55.7                            | 52.3                            | 71.9                            | 67.1                            | 81.1                            | 72.1                            | 83.4                            | 759.4                           |
| المصدر:                         |                                 |                                 |                                 |                                 |                                 |                                 |                                 |                                 |                                 |                                 |                                 |                                 |                                 |

## أعلام
- يان كلارك
- أيدان أورورك
- جون فوكس
- إدوارد بانتينغ
- مود روني